# Herbert Wilberforce
Sir Herbert William Wrangham Wilberforce (8 de febrero de 1864 – 28 de marzo de 1941) fue un jugador de tenis británico. Fue vicepresidente del All England Lawn Tennis and Croquet Club desde 1911 hasta 1921 y ejerció como su presidente desde 1921 hasta 1936. En 1887, él y Patrick Bowes-Lyon ganaron el título de dobles en Wimbledon.
En 1888 no pudieron defender su título al ser derrotados en la Ronda de Desafío por Ernest y William Renshaw. Su mejor actuación en individuales en Wimbledon fue en 1886, cuando llegó a la semifinal del torneo de Todos los Comers, en la que perdió en cinco sets contra su compatriota Ernest Lewis. También alcanzó los cuartos de final de individuales en 1882, 1883 y 1888.
Herbert era hermano del físico Lionel Wilberforce, hijo del juez Edward, nieto del archidiácono Robert y bisnieto del abolicionista William Wilberforce.
Más tarde se desempeñó como presidente y presidente del All England Lawn Tennis Club. Fue nombrado Knight Bachelor de Año Nuevo de 1931.

## Finales de Grand Slam

### Dobles (1 título, 1 subcampeonato)
| Resultado | Año  | Campeonato | Compañero          | Oponentes                      | Resultado               |
| --------- | ---- | ---------- | ------------------ | ------------------------------ | ----------------------- |
| Victoria  | 1887 | Wimbledon  | Patrick Bowes-Lyon | H.J. Crispe E. Barratt-Smith   | 7–5, 6–3, 6–2           |
| Derrota   | 1888 | Wimbledon  | Patrick Bowes-Lyon | Ernest Renshaw William Renshaw | 6–2, 6–1, 3–6, 4–6, 3–6 |

## Abogado y magistrado
Habiendo estudiado derecho en la Universidad de Londres, fue llamado al colegio de abogados del Inner Temple en 1888 y ejerció en el Circuito del Noreste. Fue nombrado magistrado asalariado en Bradford, Yorkshire. En 1914 fue nombrado al Tribunal Metropolitano de Magistrados y en 1926 se convirtió en Vicepresidente de las Sesiones Trimestrales del Condado de Londres. Se retiró en 1938.

## Política
Miembro del Partido Liberal de Reino Unido, Wilberforce se presentó sin éxito para Hackney North en las elecciones generales de 1900. En 1901 fue elegido para el Consejo del Condado de Londres como concejal del Partido Progresista representando a St Pancras North. Sirvió un único mandato de tres años en el consejo del condado.

## SReferencias
1. ↑  «H. W. WILBERFORCE, WIMBLEDON FIGURE; British Doubles Champion of 1887, Who Helped Introduce Tennis There in '93, Dies HEADED ALL ENGLAND CLUB Deputy Chairman of London Sessions, 1926-38, Once Was Police Magistrate». The New York Times (en inglés estadounidense). 29 de marzo de 1941. ISSN 0362-4331. Consultado el 7 de junio de 2024.
2. ↑  Little, Alan (2011). Wimbledon Compendium 2011. London: The All England Lawn Tennis and Croquet Club. p. 529. ISBN 9781899039364.
3. ↑  "Herbert William Wrangham Wilberforce:Stats". tennisarchives.com. Tennis Archives. Consultado el 6 de mayo de 2016.
4. ↑  Collins, Bud (2010). The Bud Collins History of Tennis: An Authoritative Encyclopedia and Record Book (2nd ed.). New York: New Chapter Press. p. 435. ISBN 9780942257700.
5. ↑  Barrett, John (2001). Wimbledon: the official history of the championships. CollinsWillow. ISBN 978-0-00-711707-9. Consultado el 7 de junio de 2024.
6. ↑  «Page 2 | Supplement 33675, 30 December 1930 | London Gazette | The Gazette». www.thegazette.co.uk. Consultado el 7 de junio de 2024.
7. 1 2  "Obituary. Sir H. Wilberforce. London Sessions and Lawn Tennis". The Times. 29 de marzo de 1941. p. 7.

- Datos: Q441919